# Regiment Genietroepen
Regiment Genietroepen zijn gevechtsondersteuners. 

## Geschiedenis

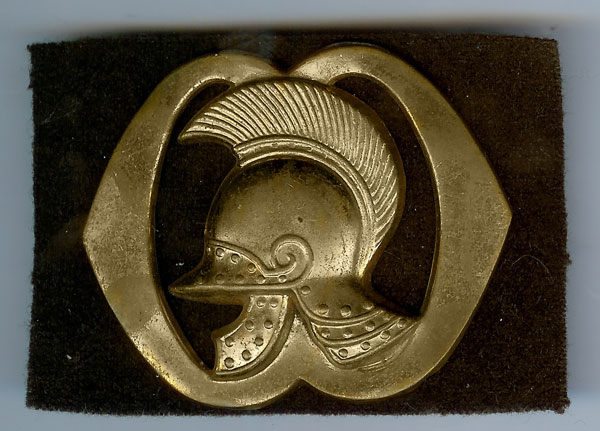
Baretembleem genie algemeen.

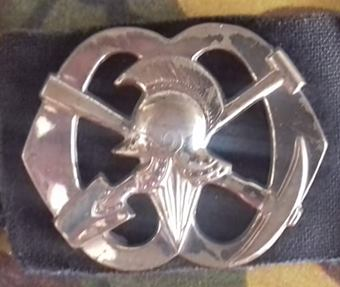
Baretembleem sappeur.

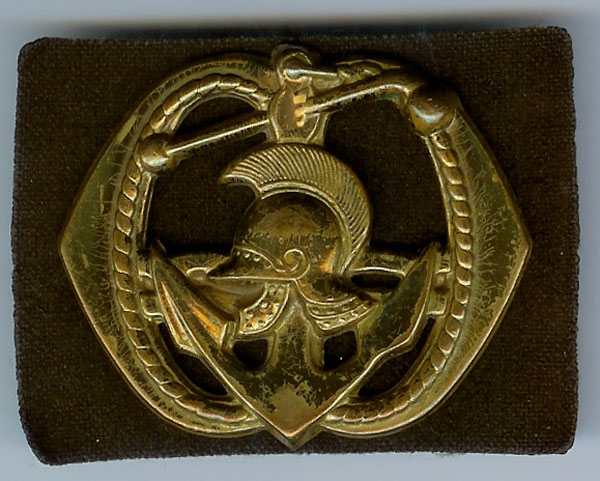
Baretembleem pontonnier.

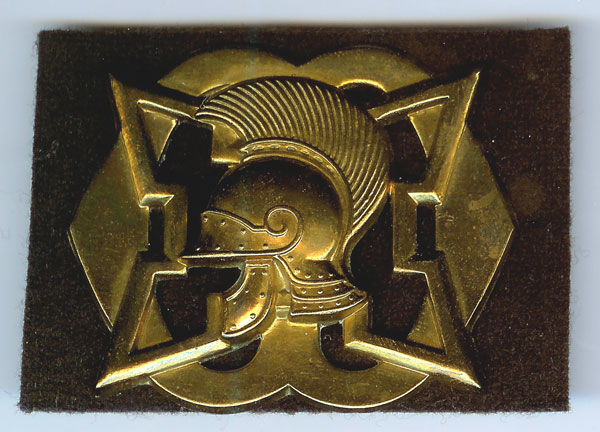
Baretembleem fortificateur.

Het 1e Regiment Genietroepen is op 15 mei 1748 opgericht door kolonel Nicolaas François de Torcy, baron van Breda, en is voortgekomen uit het Corps Ingenieurs en het Corps Mineurs en Sappeurs. Het Regiment Genietroepen is daarmee het oudste regiment van de Koninklijke Landmacht.
Het regiment heeft in haar lange geschiedenis vele namen gekend, zoals Brigade Genietroepen en Regiment Pioniers.

Het 2e Regiment Genietroepen werd op 1 januari 1822 opgericht en is voortgekomen uit het toenmalige Bataljon Pontonniers, Mineurs en Sappeurs. Op 1 oktober 1938 werd de genie gereorganiseerd en werden nieuwe groepen gevormd: het 1e Regiment Genietroepen (Pioniers en Spoorwegtroepen), het 2e Regiment Genietroepen (Verbindingstroepen), het 3e Regiment Genietroepen (Verlichtingstroepen) en het Korps (Pontonniers en Torpedisten). Op 15 juli 1940 werden alle genietroepen ontbonden, maar op 20 september 1945 werd de genie in onderdelen heropgericht.
Lang bestond het Wapen der Genie uit twee regimenten genietroepen, met daarin mineurs, sappeurs, pontonniers en fortificateurs, maar na verloop van tijd ook verbindingstroepen, het verlichtingspark met haar zoeklichteenheden en de voorloper van de Koninklijke Luchtmacht – de Luchtvaartafdeeling der Koninklijke Landmacht.

## Het regiment als traditieverband
Het Regiment Genietroepen zoals we het nu kennen is op 1 januari 1972 tot stand gekomen. In vroegere tijden was een regiment of een korps een organieke legereenheid. In de huidige Koninklijke Landmacht zijn regimenten en korpsen geen operationele eenheden meer, maar traditionele verbanden. Hun taken zijn dus verschoven naar het gebied van traditiehandhaving en saamhorigheid. Alle genie-eenheden nemen deel aan dit traditionele verband, ongeacht het bevelressort waartoe ze behoren.
Het huidige Regiment Genietroepen is dé familie van genisten, niet-genisten en burgermedewerkers die bij de genie werkzaam zijn of zijn geweest.

## Het vaandel
Het Regiment Genietroepen voert sinds 30 april 1927 een vaandel met daarop de volgende opschriften:
Veldtocht van 1815Toegekend door Hare Majesteit Koningin Wilhelmina met KB nr. 24 van 29 maart 1927, waarmee het moedig optreden wordt herdacht van de genietroepen bij het opruimen van hindernissen en het vrijmaken van naderingswegen in de slag van Quatre Bras en de slag bij Waterloo in 1815. Met hetzelfde KB werd het vaandel aan het Regiment Genietroepen toegekend, iets wat tot dat moment slechts was voorbehouden aan infanterie- en cavalerieregimenten.
Krijgsverrichtingen in 1830 en 1831Toegekend door Hare Majesteit Koningin Wilhelmina met KB nr. 24 van 29 maart 1927, waarmee het moedig optreden wordt herdacht van de genietroepen tijdens de Tiendaagse Veldtocht en bij andere krijgsverrichtingen in de Zuidelijke Nederlanden in 1830 en 1831.
Citadel van Antwerpen 1832Toegekend door Hare Majesteit Koningin Wilhelmina met KB nr. 24 van 29 maart 1927, waarmee het moedig optreden wordt herdacht van genietroepen tijdens het beleg van Antwerpen in december 1832 door het Franse leger, waarbij zij onder meer hardnekkig de verovering van kazematten en lunetten door de Fransen gedurende lange tijd wisten te beletten.
Rotterdam 1940Toegekend door Hare Majesteit Koningin Juliana met KB nr. 27 van 4 september 1951, "zulks" – zo luidt de tekst van het KB – "Omdat bij de verdediging van Rotterdam tegen een plotselinge vijandelijke overval tijdens de oorlogshandelingen in mei 1940 de depôtonderdelen van de regimenten genietroepen een belangrijk aandeel hebben gehad in het met succes opvangen van de stoot op 10 mei 1940, door de veel beter bewapende vijand gericht op de stad Rotterdam benoorden de Nieuwe Maas en hem – ten koste van eigen verliezen – daarbij verliezen van betekenis hebben toegebracht."

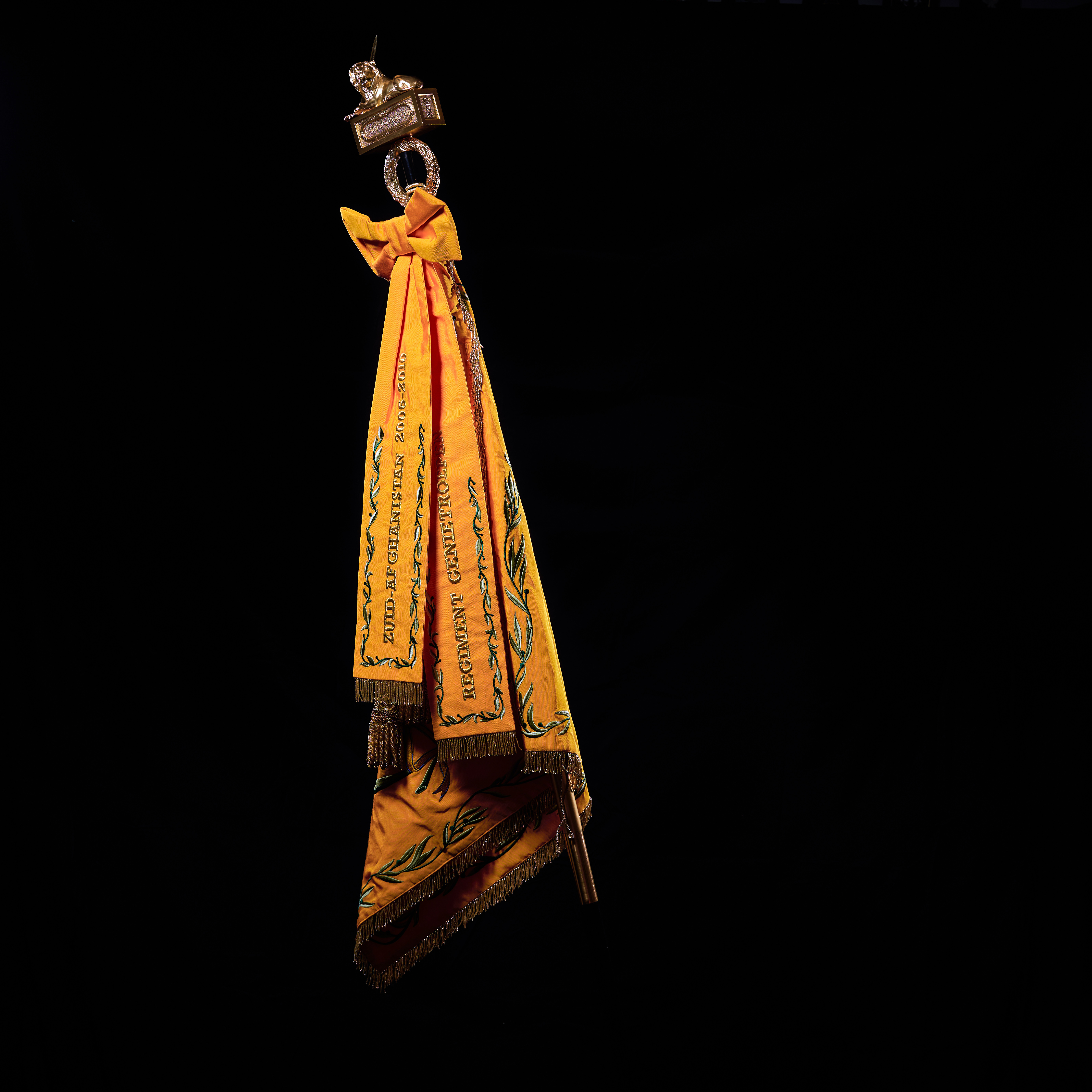
Vaandel Regiment Genietroepen met cravate

Java en Sumatra 1946-1949 Toegekend door HM Koningin Juliana met KB nr. 94 van 16 december 1977 wegens “Het deelnemen van 21 compagnieën van het 1e Regiment Pioniers, waarvan het Regiment Genietroepen de voortzetting is, aan krijgsverrichtingen in het voormalig Nederlands-Indië. Hierbij hebben deze compagnieën zich op Java en Sumatra voortdurend onderscheiden door het aanleggen en herstellen van wegen, bruggen, spoorlijnen, veerponten, vliegvelden, waterleidingen, verlichtingsinstallaties en kampementen, het ruimen van landmijnen en het verwijderen van springladingen zonder welke werkzaamheden geen militaire acties van enge omvang mogelijk waren, terwijl de door hen gesteunde eenheden dikwijls geen of onvoldoende beveiliging konden geven bij hun vaak zeer gevaarlijke opdrachten.”
Zuid-Afghanistan 2006-2010 (cravate)Toegekend door Zijne Majesteit Koning Willem Alexander met KB nr. 2019001856 van 11 september 2019, waarin hij heeft goedgevonden en verstaan dat "Aan de opschriften in het vaandel van het Regiment Genietroepen wordt toegevoegd het opschrift ‘Zuid-Afghanistan 2006-2010’ in verband met de geniesteun te velde, waaronder het opsporen van geïmproviseerde explosieven waarmee het regiment de weg baande."

## Taakstelling van de genie
Genisten zijn gevechtsondersteuners. Zij verbinden oevers door het slaan van bruggen en het leggen van pontons, en bouwen en herstellen wegen zodat deze bruikbaar blijven voor eigen troepen. Ze ruimen mijnen en hindernissen zodat de eigen gevechtseenheden verder kunnen met hun gevecht. Maar ook vernietigen genisten de bruggen waar de tegenstander gebruik van kan maken en brengen ze hindernissen aan om de vijand stoppen. Genisten bouwen kampementen, slaan waterbronnen in droge gebieden en beschermen de eigen troepen tegen granaten, (geïmproviseerde) explosieven en giftige gassen.

## Genie-eenheden
Het Opleidings- en Trainingscentrum Genie (OTCGenie) is gevestigd op de Van Brederodekazerne en de Lunettenkazerne in Vught. Het verzorgt alle opleidingen voor genisten en geeft trainingen aan andere militairen van de krijgsmacht. Het OTCGenie heeft dependances in Reek, Hedel en Wezep en bestaat uit:
- de Mineurs- en Sappeursschool (MSS)
- de Pioniers- en Pontonniersschool (PPS)
- het Defensie CBRN Centrum (DCBRNC)
- het Kenniscentrum genie

De operationele (parate) genie bestaat uit vier eenheden die elke onder een ander bevelressort (brigade) vallen:
- 11 Pantsergeniebataljon in Wezep, als onderdeel van 43 Gemechaniseerde Brigade.
- 41 Pantsergeniebataljon in Oirschot, als onderdeel van 13 Lichte Brigade.
- 101 Geniebataljon in Wezep, als onderdeel van Phoenix OOCL.
- 11 Geniecompagnie Air Assault in Schaarsbergen, als onderdeel van 11 Luchtmobiele Brigade.

## Mineurslied
Het regiment heeft een eigen mars. Deze werd tussen 1915 en 1920 gecomponeerd door de eerste luitenant Zwart. De officiële naam van de mars luidt De kolonel Heemskerck van Beestmarsch. Het laatste deel, het trio, wordt meestal 'staande gezeten' gezongen en wordt ook wel het Mineurslied genoemd.
Wij zijn de Mineurs van het Nederlandse leger,

en onze naam is overal bekend. Sodeju!

Wij dragen een jas met goudgehelmde knopen,

de pikhouweel is ons niet onbekend. Sodeju!

En iedereen die mag het weten,

we krijgen vanavond uienrats te eten.

En moeder de wasvrouw staat aan de deur,

dat is de roem van elk mineur,

dat is de roem van elk mineur. Sodeju!